# Дисбиоз влагалища
Дисбиоз влагалища — симптом разных заболеваний. Это состояние бактериальной микрофлоры влагалища, которое вызывается заболеваниями, передающимися половым путём или через кровь, бактериальным вагинозом или аэробным вагинитом, лечение которых различно.
Отдельного диагноза «дисбиоз влагалища» не существует.

## Этиология
В теле человека сосуществуют разнообразные микроорганизмы. У здорового человека сохраняется такой баланс между микробами разных видов, когда симбиотические микроорганизмы преобладают над патогенными, и такое состояние микрофлоры называется «здоровый микробиом» или «сбалансированный микробиом».
Микроорганизмы колонизируют влагалище девочки в первые сутки её жизни. Как правило, первыми слизистую влагалища заселяют молочнокислые бактерии рода Lactobacillus. Они питаются гликогеном из отмерших клеток слизистой влагалища и выделяют молочную кислоту, которая делает среду слизистой влагалища кислой — снижает pH до 4—4,5. Болезнетворные бактерии плохо размножаются в кислой среде, поэтому до тех пор, пока молочнокислые бактерии доминируют на слизистых, микробиом влагалища остаётся здоровым — с содержанием лактобацилл не менее 90 % и других микроорганизмов 5–10 % с преобладанием анаэробных бактерий (аэробные бактерии составляют около 1 % от общего числа бактерий микрофлоры влагалища). Среди лактобацилл преобладают Lactobacillus crispatus, Lactobacillus jensenii, Lactobacillus gasseri и Lactobacillus iners.
В результате изменения гормонального фона в организме, при инфекциях, а также в результате приёма лекарств состав микробиома влагалища может сильно меняться, и при критическом снижении доли лактобацилл возникает дисбиоз, при котором на слизистых влагалища много разных микроорганизмов. Это состояние сопровождается выделениями мз влагалища с неприятным запахом.
Дисбиоз может развиться в вагинит — воспаление слизистой, когда помимо бактерий разных видов на слизистой в большом количестве присутствуют иммунные клетки — лейкоциты и макрофаги. В этом состоянии к неприятным выделениям добавляется жжение и (или) зуд.

## Диагностика
Дисбиоз влагалища, как и вагинит — похожие состояния, являющиеся симптомами. Диагностика заключается в определении заболевания, вызвавшего симптом..
Врач первым делом назначает анализы на заболевания, типично проявляющиеся как дизбиоз влагалища.:
- инфекции, передающиеся половым путём: хламидиоз, гонорея, Mycoplasma genitalium и трихомониаз;
- инфекции, передающиеся через кровь, в том числе половым путём: сифилис, ВИЧ, гепатит B и гепатит C;
- кандидоз.

В случае отрицательных результатов анализов на ИППП врач назначает ПЦР-тест для определения состава микрофлоры влагалища. Этот тест показывает количество и доминирующие виды бактерий в мазке, взятом со слизистой влагалища, что позволяет диагностировать либо бактериальный вагиноз (когда преобладают анаэробные условно-патогенные микроорганизмы), либо аэробный вагинит (преобладание аэробных бактерий, например, кишечная палочка, стрептококки, стафилококки), эти заболевания лечатся по-разному.